# 澳大利亞—法國關係
澳大利亚和法国之间有正式的外交关系。法国在堪培拉設有驻澳大利亚大使馆。澳大利亚驻法国大使馆位於巴黎十五区。
2016年4月，澳大利亚政府决定购买由法國海軍集團设计的叙弗朗級核子動力潛艇。 2021年9月，由於英國、美國、澳大利亞簽署AUKUS，澳大利亞宣佈取消此次交易。 
法国對澳大利亞方面取消交易極為不滿，法国外交部长让—伊夫·勒·德里安表示AUKUS簽署各方是在“背后捅刀子”，並于2021年9月17日召回法國駐澳大利亞大使。 2021年10月，法國駐澳大利亞大使返回澳大利亚。 2022年2月，法国将澳大利亞从該國制定的印太地区战略伙伴名单中删除。　2022年6月11日，澳大利亚总理安東尼·艾巴尼斯表示，已与法国达成8.3亿澳元的赔偿协议。